# Partita para violín solo n.º 3, BWV 1006

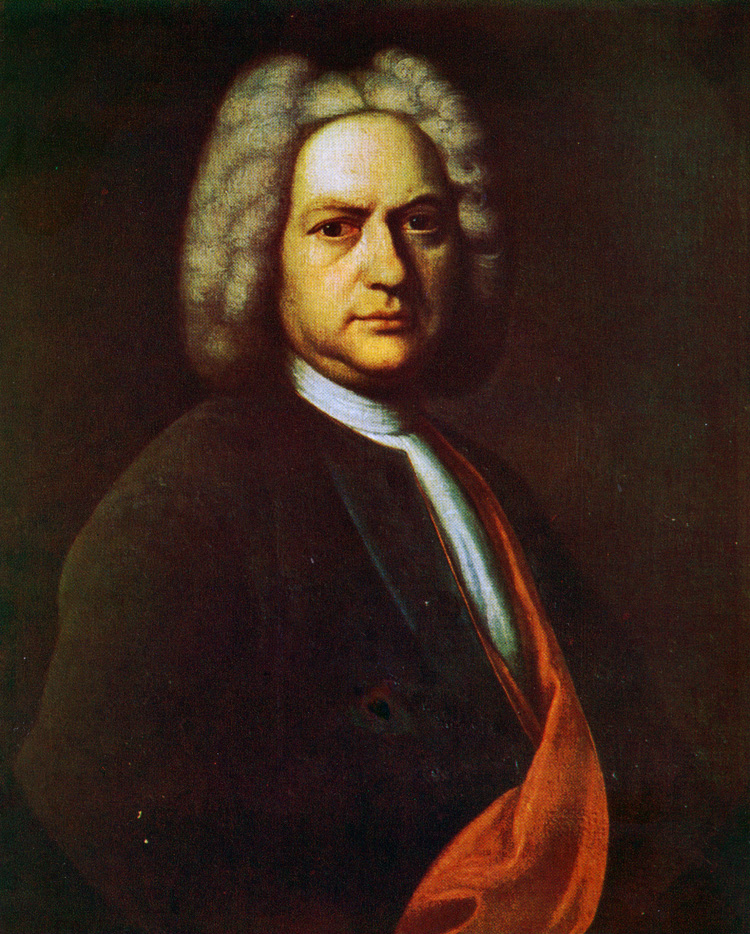
Bach hacia 1720.

La Partita para violín solo n.º 3, BWV 1006 en mi mayor es una partita compuesta para violín solo por Johann Sebastian Bach en 1720. Es la última de las seis Sonatas y partitas para violín solo.

## Historia

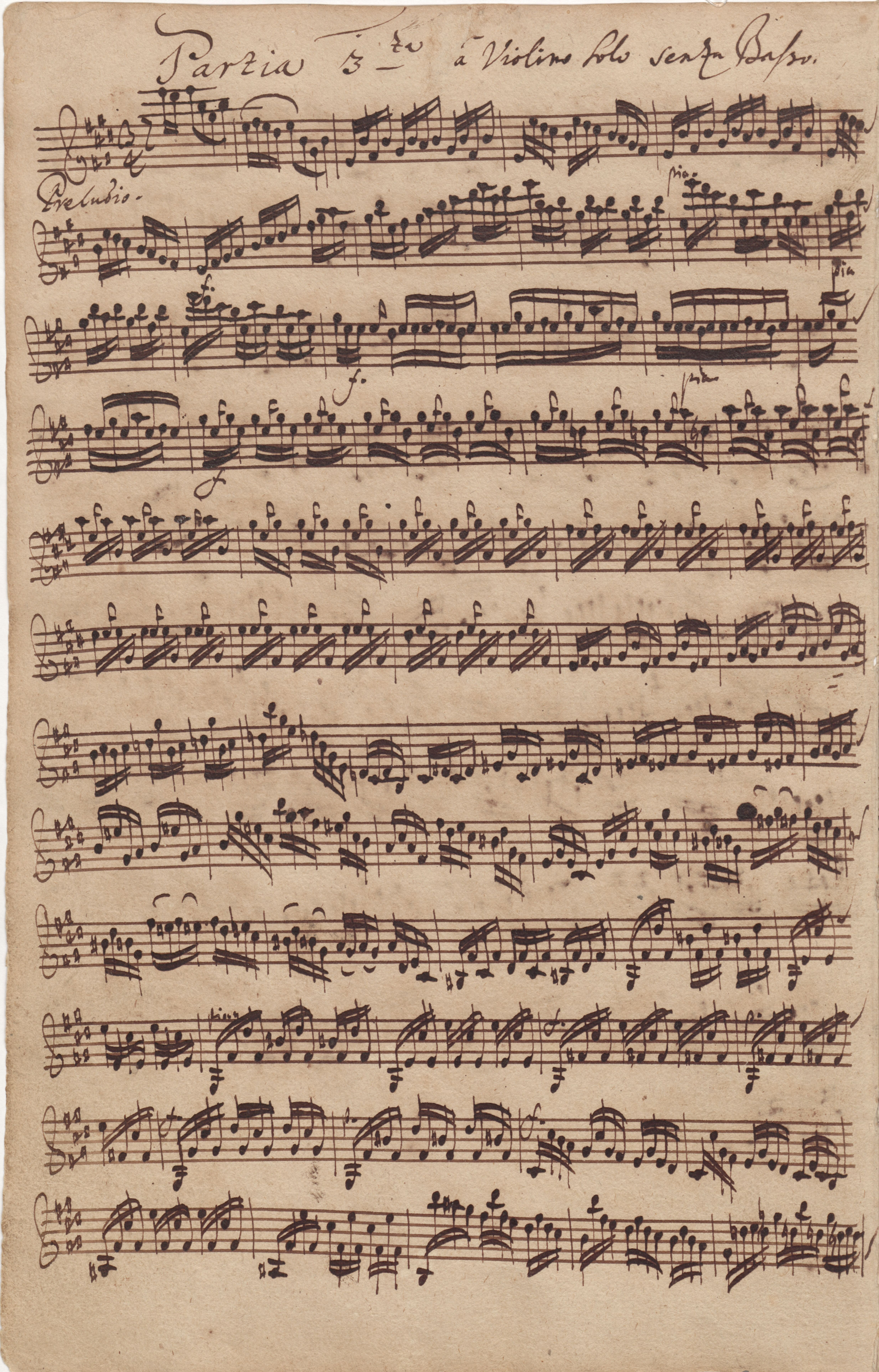
Primera página del Preludio en la partitura autógrafa de 1720.

Esta pieza pertenece al conjunto Sonatas y partitas para violín solo, BWV 1001-1006 cuya composición se inició alrededor de 1703 en Weimar y terminó la serie completa alrededor de 1720, mientras el compositor ocupaba el puesto de Kapellmeister o maestro de capilla en Köthen. Se trata de una pieza de los primeros tiempos del maestro alemán. Aunque Bach describió sus seis Sonatas y partitas para violín solo como Libro primo (Libro 1), nunca las continuó con un segundo volumen. Así pues, esta partita se erige como la última expresión del compositor en el improbable medio del violín sin acompañamiento. Anteriores a los esfuerzos de Bach existen algunas obras para violín solo, tales como la Passacaglia de Heinrich Ignaz Biber o las Seis partitas de Paul von Westhoff, pero no se pueden comparar.
La primera publicación de esta colección de piezas no se llevó a cabo hasta 1802.

## Estructura y análisis
La pieza consta de los siguientes movimientos:
- I. Preludio 3
4
- II. Loure 6
4
- III. Gavotte en Rondeau 2
2
- IV. Menuet I 3
4
- V. Menuet II 3
4
- VI. Bourrée 2
2
- VII. Gigue 6
8

La interpretación de la obra dura unos 20 minutos. Está formada por siete movimientos de danza, en su mayoría de origen francés, que difieren de los de las otras dos: Preludio, Loure, Gavotte en Rondeau, Menuet I y II, Bourrée y Gigue. Esta partita es quizá la más exuberante y alegre de las tres que componen el libro. Para el violinista presenta cierta complicación, si bien resulta más fácil que la Chacona de la Partita para violín solo n.º 2, BWV 1004, con sus dobles y triples cuerdas. Para Nicholas Anderson es la más accesible de las seis obras para violín solo.

### I.Preludio
El Preludio es un atrevido y valiente movimiento cuyo patrón casi ininterrumpido de brillantes semicorcheas en compás de 3/4, junto con pasajes de "bariolage" y su brillante tonalidad de mi mayor, impregnan la pieza de resplandor y emoción anticipatoria. Exige una avanzada técnica de arco. Se trata del movimiento del que más veces se han hecho grabaciones. El propio Bach debió de tener en gran estima este movimiento, ya que lo adaptó para utilizarlo en dos de sus cantatas (BWV120a y BWV29).
En los movimientos restantes, Bach renunció a la secuencia convencional de danzas de la suite clásica, limitándose a las "galanterías".

### II.Loure
El Loure es una subespecie lenta de la giga francesa, generalmente (como en este caso) en compás de 6/4. La de Bach es quizás una danza menos pesada que el loure medio. Se trata de un movimiento de carácter similar a la giga pero con un ritmo más intrincado.

### III.Gavotte en Rondeau
La Gavotte, como su nombre indica, es una especie de rondó con repeticiones del material inicial alrededor de episodios contrastantes. La alegre y pegadiza melodía de la gavota se toca cinco veces en total, seis si se cuenta la repetición de los ocho compases iniciales.

### IV-V.Menuets I y II
Los dos Menuets se suelen interpretar da capo dando como resultado el esquema: Menuet I – Menuet II – Menuet I. El primero de los dos minuetos desprende un aire de refinamiento cortesano, mientras que el segundo presenta un carácter más pastoral con sus "bordones" de mínimas ligadas.

### VI.Bourrée
La Bourrée es breve, rápida y sincopada. Logra cautivadores efectos a partir de los contrastes dinámicos cuidadosamente marcados por Bach.

### VII.Gigue
La Gigue final es de estilo italiano, que es más rápida y ágil que la de estilo francés. Aporta a la partita una conclusión cálidamente expresiva y cordial.

## Adaptaciones
La partita completa fue transcrita para laúd solo por Bach, catalogada como BWV 1006a.
El Preludio también fue transcrito por Bach en dos ocasiones:
- En 1729, nueve años después de haber compuesto la partita, transcribió la parte de violín para órgano solista, añadiendo partes para cuerdas, oboes y bajo continuo para crear una sinfonía o introducción a la segunda parte de la cantata nupcial Herr Gott, Beherrscher aller Dinge, BWV 120a.
- En 1731 retomó la pieza, expandiendo aún más la orquestación para incluir trompetas y tambores, esta vez para proporcionar una introducción a la cantata compuesta para la investidura del consejo de la ciudad de Leipzig, Wir danken dir, Gott, wir danken dir, BWV 29.

En 1933 Serguéi Rajmáninov transcribió para piano (y posteriormente grabó) las siguientes partes: Preludio, Gavotte y Gigue de esta partita (como TN 111/1).

## En la cultura popular
Esta obra ha servido de inspiración a artistas musicales de diversos géneros para crear sus propias versiones. Tanto las adaptaciones como las interpretaciones de la pieza original han sido incluidas en multitud de bandas sonoras de películas, programas de televisión, videojuegos, etc. La Gavotte en rondeau fue incluida en el célebre Disco de oro de las Voyager.

### Adaptaciones
- 1968 – "Gavotte", tema del disco Jazz Sebastian Bach Vol. 2 del grupo francés The Swingle Singers.
- 2020 – "Nothing at All", canción del álbum Whoosh! de la banda británica de hard rock Deep Purple.

### Inclusión en bandas sonoras
- 1980 – Cosmos, serie de divulgación científica presentada por Carl Sagan en cuyo capítulo 2 "Una voz en la fuga cósmica" se puede escuchar esta partita.
- 1986 – The Money Pit, película de Richard Benjamin en cuya banda sonora se incluye la Gavotte.
- 1996 – James and the Giant Peach, película de animación en la que también se oye la Gavotte.
- 2007 – August Rush, película dirigida por Kirsten Sheridan que incluye el Preludio en su banda sonora.
- 2008 – Fallout 3, videojuego en el que se pueden escuchar el Preludio y la Gigue de esta partita.
- 2014 – Men, Women & Children, film de Jason Reitman en el que se utiliza la la Gavotte.